# Distretto elettorale 20 del Tirolo
Il Distretto elettorale Tirolo 20 era un collegio elettorale per le elezioni alla Camera dei deputati austriaca nel Tirolo. Il distretto elettorale è stato creato nel 1907 con l'introduzione della nuova legge elettorale del Reichsrat ed è esistito fino alla dissoluzione dell'impero.
Nel 1910 era popolato da 46.262 persone, fra cui erano 10.639 i maschi maggiorenni aventi diritto al voto nel 1911.

## Storia
Dopo che il Reichsrat decise nell'autunno del 1906 il diritto di voto a suffragio universale maschile la riforma della legge elettorale divenne effettiva il 26 gennaio 1907, sanzionata dall’imperatore Francesco Giuseppe. Con il nuovo regolamento elettorale del Reichsrat furono creati in totale 516 collegi elettorali, uninominali ad eccezione della Galizia. Il parlamentare doveva prevalere nel primo scrutinio o nelle elezioni di ballottaggio a maggioranza assoluta.
I candidati del Partito Popolare Trentino vinsero il collegio alle elezioni austriache del 1907 e, al ballottaggio, a quelle del 1911.

## Territorio
Il collegio uninominale comprendeva i distretti giudiziari di Rovereto, Ala, Mori e Villa Lagarina tranne i comuni di Rovereto, Ala e Mori, appartenenti al distretto elettorale urbano 7.

## Dati elettorali

### XXI legislatura
| Partito                            | Partito                            | Candidato                          | Risultati 14 maggio 1907 | Risultati 14 maggio 1907 |
| Partito                            | Partito                            | Candidato                          | Voti                     | %                        |
| ---------------------------------- | ---------------------------------- | ---------------------------------- | ------------------------ | ------------------------ |
|                                    | Popolare                           | Giovanni Battista Panizza          | 6 103                    | 72,99                    |
|                                    | Nazionale-liberale                 | Carlo Teodoro Postinger            | 2 196                    | 26,26                    |
|                                    | Altri                              | -                                  | 62                       | 0,74                     |
|                                    |                                    |                                    |                          |                          |
| Iscritti                           | Iscritti                           | Iscritti                           | 10 843                   | 100,00                   |
| ↳ Votanti (% su iscritti)          | ↳ Votanti (% su iscritti)          | ↳ Votanti (% su iscritti)          | 8 415                    | 77,61                    |
| ↳ Voti validi (% su votanti)       | ↳ Voti validi (% su votanti)       | ↳ Voti validi (% su votanti)       | 8 361                    | 99,36                    |
| ↳ Schede non valide (% su votanti) | ↳ Schede non valide (% su votanti) | ↳ Schede non valide (% su votanti) | 54                       | 0,64                     |
| ↳ Astenuti (% su iscritti)         | ↳ Astenuti (% su iscritti)         | ↳ Astenuti (% su iscritti)         | 2 428                    | 22,39                    |

### XXII legislatura
| Partito                            | Partito                            | Candidato                          | Primo turno 13 giugno 1911 | Primo turno 13 giugno 1911 | Ballottaggio 20 giugno 1911 | Ballottaggio 20 giugno 1911 |
| Partito                            | Partito                            | Candidato                          | Voti                       | %                          | Voti                        | %                           |
| ---------------------------------- | ---------------------------------- | ---------------------------------- | -------------------------- | -------------------------- | --------------------------- | --------------------------- |
|                                    | Popolare                           | Germano De Carli                   | 2 922                      | 43,69                      | 4 178                       | 53,17                       |
|                                    | Lega contadina                     | Silvio Adami                       | 2 598                      | 38,85                      | 3 680                       | 46,83                       |
|                                    | Popolare                           | Giovanni Battista Panizza          | 534                        | 7,98                       |                             |                             |
|                                    | Socialista                         | Silvio Flor                        | 187                        | 2,80                       |                             |                             |
|                                    | Altri                              | -                                  | 447                        | 6,68                       |                             |                             |
|                                    |                                    |                                    |                            |                            |                             |                             |
| Iscritti                           | Iscritti                           | Iscritti                           | 11 571                     | 100,00                     | 11 571                      | 100,00                      |
| ↳ Votanti (% su iscritti)          | ↳ Votanti (% su iscritti)          | ↳ Votanti (% su iscritti)          | 6 774                      | 58,54                      | 7 903                       | 68,30                       |
| ↳ Voti validi (% su votanti)       | ↳ Voti validi (% su votanti)       | ↳ Voti validi (% su votanti)       | 6 688                      | 98,73                      | 7 858                       | 99,43                       |
| ↳ Schede non valide (% su votanti) | ↳ Schede non valide (% su votanti) | ↳ Schede non valide (% su votanti) | 86                         | 1,27                       | 45                          | 0,57                        |
| ↳ Astenuti (% su iscritti)         | ↳ Astenuti (% su iscritti)         | ↳ Astenuti (% su iscritti)         | 4 797                      | 41,46                      | 3 668                       | 31,70                       |